# Калливода, Вильгельм
Вильгельм Калливода (нем. Wilhelm Kalliwoda; 19 июля 1827, Донауэшинген, Великое герцогство Баден, Германский союз — 8 сентября 1893, Карлсруэ, Германская империя) — немецкий композитор чешского происхождения, сын Яна Каливоды и певицы Терезы Брунетти.
Учился у своего отца, а затем в Лейпцигской консерватории у Феликса Мендельсона и Морица Гауптмана. Окончив консерваторию в 1845 г., преподавал в Арау. C 1851 г. работал в Карлсруэ, органистом и композитором в церкви Святого Стефана, а в 1866—1875 — музикдиректором оперного театра. Работал над оперным репертуаром вместе с возглавлявшим театр Эдуардом Девриентом; вдвоём они, в частности, в 1860 году отредактировали оперу Вольфганга Амадея Моцарта «Так поступают все» (Девриент — либретто, Калливода — речитативы) — эта редакция затем с успехом была поставлена во Франкфурте-на-Майне, а позднее издана (1874, переиздания вплоть до 1920 г.). Под руководством Калливоды был осуществлён ряд премьер — в частности, увертюры Иоахима Раффа «Господь — твердыня наша» Op. 127.
Автор оркестровых, фортепианных и вокальных сочинений. Фортепианные пьесы Калливоды получили в печати положительную оценку Ганса фон Бюлова. Влияние Мендельсона заметно в его творчестве.